# Senhora do Porto
Senhora do Porto é um município brasileiro do estado de Minas Gerais. Sua população recenseada em 2022 era de 3 067 habitantes.

## História
O município foi criado pela lei estadual nº 1039, de 12 de dezembro de 1953, e instalado no dia 1 de janeiro do ano seguinte.

## Geografia
Localiza-se na mesorregião do Vale do Rio Doce. 